# Аккрингтон
Аккрингтон (англ. Accrington, местное англ. Accy) — город в английском графстве Ланкашир. Это бывший центр хлопкообрабатывающей и текстильной промышленности. Город известен производством крепчайшего и самого плотного строительного кирпича в мире («The Accrington NORI»), который использовался при строительстве «Эмпайр стейт билдинг» и для фундамента «Blackpool Tower». В городе базируется известная футбольная команда «Аккрингтон Стэнли». В художественной галерее Хаворт (Haworth Art Gallery), расположенной в городе, хранится самая большая в Европе коллекция стёкол Тиффани (Tiffany Glasses).

## География
Аккрингтон расположен в холмистой местности на западном крае Пеннинских гор, на реке Хайндберн (Hyndburn). Он лежит в 6 км к востоку от Блэкберна, в 10 км к западу от Бернли, в 32 км к северу от центра Манчестера.

## История

### Топонимика
Название города возможно имеет англо-саксонское происхождение, хотя специалисты сильно сомневаются в данном вопросе. В разные годы встречаются следующие возможные варианты написания названия:
- 1194 год — Akarinton
- 1258 год — Akerunton, Akerinton, Akerynton
- 1292 год — Acrinton
- 1311 год — Ackryngton
- 1324 год — Acryngton

Название местности может обозначать желудёвую ферму в переводе с англо-саксонского: æcern — acorn — жёлудь и tun — ферма или деревня. Южная часть Аккрингтона — район с названием Новый Аккрингтон был прежде лесом и наличие там дубов подтверждают сохранившиеся названия такие как «Широкий дуб», «Дубовая гора» и ряд других. Жёлуди, росшие на дубах, были важной составляющей питания для свиней и ферма могла быть названа «желудёвой» за свою продукцию. Англо-саксонское ᴁcerntun в средние века могло трансформироваться в Akerenton, Akerinton и т. д. Также важным фактом можно считать то, что в Ланкаширском диалекте слово «acorn» произносилось и писалось как «akran».
Некоторые считают, что название города происходит от некого старого английского имени, хотя этому и нет прямых подтверждений. Но если фризские названия: Akkrum и Akkeringa, и датское название: Akkerghem, были производными от личного имени человека, то этот вариант происхождения имени города может оказаться правильным.

### «Чёрное аббатство»
Роберт де Ласси в 12 веке отдал поместье Аккрингтон монахам киркстальского аббатства. Монахи вытеснили местных жителей с их земель и построили ферму. Обиженные жители отомстили монахам. Они подожгли новое здание, разрушили его, а трёх поселившихся здесь монахов убили. Возможно именно после этих событий место, где располагалась ферма и стали называть «Чёрным аббатством» («Black Abbey»). Несмотря на все усилия монахов Аккрингтон так и не подчинился им и в итоге вернулся к де Ласси.
Считается, что за время своего пребывания монахи могли построить здесь маленькую часовню, но записей в подтверждение этого не сохранилось. Абсолютно точно известно, что часовня в Аккрингтоне появилась ещё до 1553 года, но собственного священника в городе не было, а часовня открывала свои двери только при приезде священнослужителя из соседнего поселения Уолли (Whalley). Так в 1717 году службы там проводились не чаще одного раза в месяц. В 1763 году была построена церковь святого Иакова (St. James’s Church), заменившая старую часовню несмотря на отсутствие необходимого статуса, полученного лишь в 1870 году.

### Два города
Город, который сегодня называют Аккрингтон, представляет собой два небольших городка: Старый Аккрингтон и Новый Аккрингтон, объединившиеся в единый город в 1878 году одновременно с созданием объединённого городского совета.

### Индустриальная революция
До 1830-х годов посетители Аккрингтона принимали его за большую деревню. Индустриальная революция внесла в это свои коррективы. Благодаря своему местоположению город стал привлекателен для промышленности и в середине 18-го века здесь было построено много фабрик. Дальнейшее развитие промышленности продолжилось ближе к концу века и местные землевладельцы стали строить свои особняки на границе поселения, а рабочие жили в непереносимых антисанитарных условиях в центре. Индустриализация вылилась в быстрый рост населения в 19-м веке:
- 1811 год — 3266 человек
- 1851 год — 10376 человек
- 1901 год — 43211 человек
- 1911 год — 45029 человек — это был пик населения города

Такой быстрый рост населения города + медленная реакция со стороны англиканской церкви привели к расцвету нонконформизма. К середине 19 века в Аккрингтоне имелись последователи таких течений как уэслианство, примитивная методистская церковь, объединённая свободная методистская церковь, конгрегационализм, баптизм, сведенборгиане, унитарианство, римская католическая церковь, католическая апостольская церковь. Сведенборгианская церковь была так велика, что могла именоваться собором.
В 1885 году Аккрингтон получил собственный избирательный округ, от которого в Палату общин избирался один депутат. Округ просуществовал до 1983 года.

### Забастовочное движение
Много десятилетий подряд текстильная промышленность, машиностроение и добыча угля были центром жизни города и снабжали жителей работой, но зачастую в очень тяжёлых условиях. Происходили и регулярные конфликты с работодателями по поводу заработной платы и условий труда. 24 апреля 1826 года более 1 тысячи рабочих собрались на горе Уинни (Whinney Hill) в поселении Клейтон-ле-Мурс.
Оттуда они направились на фабрику Сайкса (Sykes’s Mill), где разбили более 60 ткацких станков. Из Аккрингтона эти беспорядки распространились на Освальдтуисл (Oswaldtwistle), Блэкберн, Даруэн (Darwen), Россендэйл (Rossendale), Бери (Bury) и Чорли (Chorley). В итоге после трёх дней погромов 1139 ткацких станков было уничтожено, четверо бунтовщиков и двое случайных очевидцев были убиты в Россендэйле, ещё 41 бунтовщик схвачен и приговорён к смертной казни, но позднее наказание смягчили для всех.
В 1842 году мятежи всеобщей забастовки покатились по стране, они затронули и Аккрингтон. 15 августа 1842 года ситуация ухудшилась и группы рабочих, врываясь на территории заводов, начали останавливать станки. Тысячи бастующих вышли на улицы. Забастовка возглавляемая чартистским движением закончилась через неделю, но так и не принесла результатов.
В начале 1860-х «Ланкаширский хлопковый голод» плохо сказался на многих городах региона. В Аккрингтоне единовременно было уволено около половины рабочих.
Бунты сотрясали город и в 20-м веке. Так в 1962 году местные жители ополчились на многочисленных азиатских и карибских иммигрантов, селившихся здесь с конца 1940-х годов.

### «Приятели из Аккрингтона»
«Приятели из Аккрингтона» — название данное одному из местных батальонов добровольцев, сформированному для участия в Первой мировой войне. Батальоны «приятелей» были особенностью войны 1914—1918 годов. Лорд Китченер — военный министр великобритании (Secretary of State for War), полагал, что если друзья и товарищи по работе из одного города будут служить и сражаться вместе, то это поможет в вербовке добровольцев. Строго говоря, «приятели из Аккрингтона» — это «11-й восточный ланкаширский полк» («11th East Lancashire Regiment»), а прозвище вводит в заблуждение, так как из четырёх групп по 250 человек, входивших в полк, лишь одна была набрана в Аккрингтоне, а остальные из соседних Бернли, Блэкберна, Чорли.
Своё боевое крещение полк принял 1 июля 1916 года в битве на Сомме в северной Франции. Предполагалось, что немецкие оборонительные порядки будут уничтожены артобстрелом, но после недельной канонады англичан встретило упорное сопротивление. Результатом стали 235 убитых и 350 раненых всего за 30 минут боя. Не лучше дела обстояли и в других Британских частях. Через год полк был вновь полностью укомплектован.
Всего в Первой мировой войне погибло 865 жителей Аккрингтона и все эти имена записаны на военном мемориале, представленном в виде белого каменного кенотафа, который стоит в парке Оак Хилл (Oak Hill Park) на юге города. На кенотафе также перечислены имена 173 жителей погибших во Второй мировой войне.

## Демография
Перепись 2001 года показала, что население города составляет 35203 человека. Городские территории, включающие сам Аккрингтон и прилегающие Чёрч (Church), Клейтон-ле-Мурс (Clayton-le-Moors), Грейт Харвуд (Great Harwood) и Освальдтуисл (Oswaldtwistle), имеют население в 71224 человека. Население всего района Хайндберн, включая упомянутые городские территории, составляет 81496 человек. В район Хайндберн помимо городских территорий Аккрингтона входят такие города и поселения как Алтем (Altham), Баксенден (Baxenden), Белторн (Belthorn), Ханкот (Huncoat), Риштон (Rishton) и Станхилл (Stanhill).

## Экономика
Изначально основой производства многих местных поселений являлись добыча угля и изготовление тканей и шерстяной одежды. Не был исключением и Аккрингтон, но сегодня эти производства отошли на второй план.
В центральной части города расположено большое число магазинов, входящих в известные по всей Англии торговые сети, а также множество самостоятельных магазинов. Имеются кафе быстрого питания, среди которых есть и Макдональдс, и KFC. Есть несколько автосалонов.

## Транспорт
Ж/д станция Аккрингтон лежит на восточной ланкаширской линии (East Lancashire Line) и обслуживает как местные поезда, так и поезда идущие из Блэкпула в Йорк. Ранее от города шла ж/д линия до южной части Манчестера, но в 1960-х она была закрыта при сокращении расходов на железные дороги (Beeching Report). В ноябре 2011 года в совете района Хайндберн появились планы по восстановлению ж/д сообщения с Манчестером, что могло бы принести экономические выгоды всему Ланкаширу.
В самом городе и вокруг него имеется обширная сеть автомобильных дорог. Это способствует автобусному сообщению со многими городами восточного Ланкашира. Автобусы до Манчестера отправляются из города каждые 30 мунут. Компания M&M Coaches, имеющая парк микроавтобусов, и их основной конкурент Transdev Lancashire United обеспечивают связь города с Блэкберном, Освальдтуислом, Риштоном, Бернли, Клифвро (Clitheroe).
Ближайшие аэропорты:
- Манчестерский аэропорт (Manchester Airport) — в 43 км.
- Аэропорт Блэкпула (Blackpool Airport) — в 45 км.
- Аэропорт Лидс-Брадфорд (Leeds Bradford Airport) — в 48 км.

## Социальная сфера

### Управление
Аккрингтон представлен в парламенте как часть избирательного округа Хайндберн. Стоит отметить, что границы избирательного округа Хайндберн не совпадают полностью с границами одноимённого района.
Впервые в парламенте Аккрингтон был представлен после акта о перераспределении мест в парламенте от 1885 года (Redistribution of Seats Act 1885) и последовавших всеобщих выборов 1885 года. Во время всеобщих выборов 1983 года место представителя Аккрингтона было заменено на место представителя от избирательного округа Хайндберн.
По акту о местном самоуправлении от 1972 года (Local Government Act 1972) в 1974 году Аккрингтон вошёл в состав округа Хайндберн, включившего в себя бывшие городские округа Освальдтуисл, Черч, Клейтон-ле-Мурс, Грейт Харвуд, Риштон.

### Образование
В Аккрингтоне довольно много разнообразных школ и колледжей, в том числе различные специализированные школы со спортивным уклоном, с естественно-научным уклоном и т. д. Есть школы под эгидой церквей англиканской и римской католической.

### Медицина
Некоторые районы Аккрингтона считаются одними из самых отсталых во всей Англии по условиям предоставления медицинской помощи и по продолжительности жизни. Начатая программа обновления города призвана решить эти и многие другие проблемы.
Первичную медицинскую помощь можно получить в двух специализированных центрах:
1. «Приятели из Аккрингтона» (Accrington Pals Primary Health Care Centre)
2. «Желудёвый» (Accrington Acorn Primary Health Care Centre)

Основной больницей является больница Виктории (Accrington Victoria Hospital), но в тяжёлых и экстренных случаях людей доставляют для лечения в королевскую больницу Блэкберна (Royal Blackburn Hospital).

### Медиа
Ведущие издания региона:
- Accrington Observer, который является частью MEN media
- Lancashire Telegraph

## Спорт
Уже более 100 лет Аккрингтон известен Англии благодаря своим профессиональным футбольным клубам, которых в его истории было целых три. Первым был футбольный клуб «Аккрингтон» (Accrington F.C.), который стал одним из 12 клубов, основавших в 1888 году футбольную лигу Англии. Однако пребывание этого клуба в лиге было неудачным и очень коротким. Он покинул лигу в 1893 году и вскоре закрылся из-за финансовых проблем. В 1921 году другой клуб «Аккрингтон Стэнли» (Accrington Stanley F.C.) вошёл в только созданный Третий северный дивизион футбольной лиги Англии. Несмотря на длительное пребывание в лиге клуб так и не добился высоких результатов и в 1962 году выбыл оттуда, а к 1965 году был закрыт.
Сегодня в городе базируется обновлённый клуб «Аккрингтон Стэнли». Этот клуб был основан в 1968 году. Он долго не входил в лигу, но в сезоне 2005-06 завоевал это право. Весь город праздновал это событие. Так совпало, что «Аккрингтон Стэнли» занял место низведённой команды «Оксфорд Юнайтед», которая некогда получила своё место в лиге после выбывания оттуда старого клуба «Аккрингтон Стэнли».
Аккрингтон — самый маленький из городов Англии и Уэльса, имеющий клуб, входящий в футбольную лигу Англии. Стадион клуба называется Краун Граунд (Crown Ground). С июля 2007 года клуб имеет свой официальный паб в городе, а называется он «Корона» (Crown).

## Стёкла Тиффани
Художественная галерея Хаворт (Haworth Art Gallery) в Аккрингтоне владеет уникальной коллекцией изделий из стекта Тиффани, подаренной городу Джозефом Бриггсом (Joseph Briggs) — жителем Аккрингтона, который работал в компании Tiffany & Co в конце 19 века и в итоге стал арт-директором и помощником управляющего. Вазы в стиле арт-нуво, хранящиеся здесь, считаются наиболее значимой из подобных коллекций в Европе. Одним из наиболее поразительных предметов в коллекции является стеклянная мозаика, разработанная лично Бриггсом и названная «Желтохохлый какаду» («Sulphur Crested Cockatoos»).

## Обновление города
Аккрингтон и другие городки, входящие в район Хайндберн, постепенно трансформируются согласно амбициозному плану обновления. Одним из важнейших пунктов плана является преобразование центра Аккрингтона, который предполагается сделать основой для экономического возрождения не только района, но и всей пеннинской части Ланкашира. Потребовалась помощь целого совета признанных экспертов, чтобы понять как должен выглядеть центр города в следующие 10-15 лет и как этого добиться.

## Знаменитые жители
- Джон Андерсон — музыкант, первоначальный лидер и вокалист группы «Yes»
- Харрисон Бёртуистл — композитор
- Томас Бёртуистл — профсоюэный деятель
- Майк Даксбери — футболист
- Грэм Фоулер (Graeme Fowler) — профессиональный игрок в крикет, тренер по крикету.
- Эндрю Харгрейвс (Andy Hargreaves)
- Джулия Хесмондхалгх (Julie Hesmondhalgh) — актриса
- Викки Энтуистл (Vicky Entwistle) — актриса
- Рон Хилл (Ron Hill) — бегун на длинные дистанции, марафонец
- Незервуд Хьюджес (Netherwood Hughes) — долгожитель, ветеран Первой мировой войны, умер в 2009 году в возрасте 108 лет
- Дэвид Ллойд (David Lloyd) — игрок в крикет, выступает в качестве эксперта в Sky Sports
- Мистик Мег (Mystic Meg) — Маргарет Энн Лейк (Margaret Anne Lake) — астролог
- Эдвард Ормерод (Edward Ormerod) — горный инженер и изобретатель замка безопасности Ормерода, использующегося в угольных шахтах с 1867 года
- Алан Рамсботтом (Alan Ramsbottom) — профессиональный велосипедист
- Холли Стил (Hollie Steel) — финалистка конкурса Britain’s Got Tallent 2009 года
- Диана Виккерс (Diana Vickers) — исполнительница песен собственного сочинения, актриса, модельер
- Джон Вирту (John Virtue) — художник
- Джон Рекс Уинфилд (John Rex Whinfield) — химик, изобретатель полиэтилентерефталата (ПЭТФ, англ. PET), первого полностью синтетического волокна, изобретённого в Великобритании.
- Джанет Уинтерсон — писательница
- Крис Норбери — профессиональный игрок в снукер